# René Prou
Pour les articles homonymes, voir Prou.
René Prou, né le 14 juillet 1887 à Nantes et mort à Paris 8e le 6 juin 1947, est un décorateur ensemblier français.
Ses nombreuses réalisations conçues spécifiquement pour les plus beaux lieux mobiles comme immobiles en feront un des artistes principaux du mouvement Art Déco et de l'Art du Voyage. L'historienne et spécialiste Anne Bony déclare à son sujet : « Je me suis attachée à ce personnage [...], à son élégance sobre, son goût pour la couleur et son indépendance d'esprit ... ».
Toujours préoccupé par le confort de l'usager, il décore sans orner, et réfute les théories modernistes de son temps qu'il juge trop éloignées de son idée du confort. Attaché à cette valeur, il sera tout de même un visionnaire en utilisant et créant de nouveaux matériaux, tels que le métal et le Duralumin.

## Biographie
René Prou naît en 1887 à Nantes et est le fils d'Henri-Louis Prou et de Marie-Emilie-Rose Maurineau.

### Formation et débuts[4]
René Prou entre à l'âge de 15 ans, en 1902, à l'école Bernard Palissy du 10e arrondissement de Paris. Cette école "professionnelle artistique" a pour objectif la formation d'artistes habiles dans certaines industries, telles que la céramique, la verrerie et les émaux, la sculpture sur bois, marbre, ivoire, métaux, le dessin des étoffes et la peinture décorative. Après notamment des cours de dessin et de modelage, il en sortira diplômé en 1908.
Sa carrière débutera ainsi au sein des établissements Gouffé du Faubourg Saint-Antoine. Après de rapides débuts prometteurs, il y sera nommé Chef d'Atelier puis Directeur Artistique. Cela sera interrompu par son service militaire entre 1909 et 1911.
En 1912, il intègre la maison Schmidt & Cie afin d'y éditer du mobilier... Il participera notamment à la décoration de l'appartement de l'ambassadeur du Paraguay et au Comptoir d'Escompte de Paris. Cet élan artistique sera suspendu par son enrôlement dans l'armée entre 1914 et 1919 avant de reprendre en force. Il participera en effet pour la première fois en 1919 au Salon d'Automne afin d'y présenter les meubles et aménagements de la maison Schmidt & Cie prévus pour une cabine de première classe du paquebot Paris de la Compagnie Générale Transatlantique. Ceci marquera sa première création dans l'Art du Voyage.

## Principales créations
Fort de son expérience et de ses réussites, il sera appelé par de grandes compagnies et sociétés à travailler sur de nombreux projets. Il réalisera ainsi divers salons et cabines de luxe pour les plus célèbres paquebots de son temps et les plus luxueux wagons de chemin de fer ayant existé.

### Décoration de paquebots
René Prou travaille sur l'aménagement du paquebot Paris à partir de 1919. Sa contribution pour l'Art du Voyage en mer perdurera tout au long des années 20 avec l'aménagement des paquebots Volubilis, Roussillon, Cuba et Florida. Il aura la totalité du projet d'aménagement du paquebot De Grasse dont la salle à manger sera exposée au Salon des Artistes Décorateurs en 1924, le faisant ainsi entrer dans ses années les plus glorieuses. Il participera en 1927 à l'aménagement du paquebot Ile de France aux côtés des plus célèbres confrères de son temps, tels que Ruhlmann ou Leleu, témoignant ainsi de sa renommée et de la qualité de ses créations.
Son travail sur les paquebots se poursuivra avec l'aménagement complet des navires Lafayette, Côte d'Azur, Colombie et sa participation au chantier de l'Atlantique.

### Décoration de voitures voyageurs de chemin de fer
Le décorateur révèle davantage son talent en relevant un des défis du développement du chemin de fer, à savoir comment aménager luxueusement et avec le maximum de confort un espace aussi étroit et réduit qu'un wagon de train. Il entamera ainsi en 1922 une longue et fructueuse collaboration avec la Compagnie Internationale des Wagons-Lits, compagnie ayant les plus beaux et renommés trains internationaux comme l'Orient-Express, le Train Bleu ou la Flèche d'Or.
Seront ainsi aménagées par ses soins plus de 280 voitures voyageurs, notamment des wagons-lits dont les plus remarquables sont les voitures de type LX possédant des compartiments privés pour un seul passager. René Prou s'est également associé au maître verrier Lalique pour la décoration de voitures salon Pullman marquant ainsi par ses créations l'apogée du luxe sur rail.